# Zinjibar (huyện)
Huyện Zinjibar là một huyện thuộc tỉnh Abyan, Yemen. Đến thời điểm năm 2003, huyện này có dân số 25524 người